# Franz Hörzing
Franz Hörzing (auch Franz Jakob Hörzing; * 1913 in Wels; † 5. Dezember 2010 ebenda) war ein österreichischer Architekt, Maler, Dichter und Musiker.

## Leben und Wirken
Nach dem Tod seines Vaters übernahm Franz Hörzing früh die elterliche Baufirma, die er 1977 verkaufte. Daneben war er freischaffender Architekt in Wels. Außerdem war er künstlerisch tätig als Maler und Zeichner; sein Lehrer war Karl Görlich. Außerdem schrieb und veröffentlichte er Lyrik.
Hörzing war leidenschaftlicher Geiger und Trompeter und gründete in den 1950er-Jahren in Wels eine Jazzband, die u. a. vor US-Soldaten auftrat. Auch waren in Hörzings Haus Persönlichkeiten wie Peter Alexander, Vico Torriani oder Caterina Valente zu Gast.
Hörzing wurde am Welser Friedhof beigesetzt.

## Auszeichnungen
- Architekturpreis „Europa nostra“
- mehrere Auszeichnungen für sein künstlerisches Schaffen

## Werke

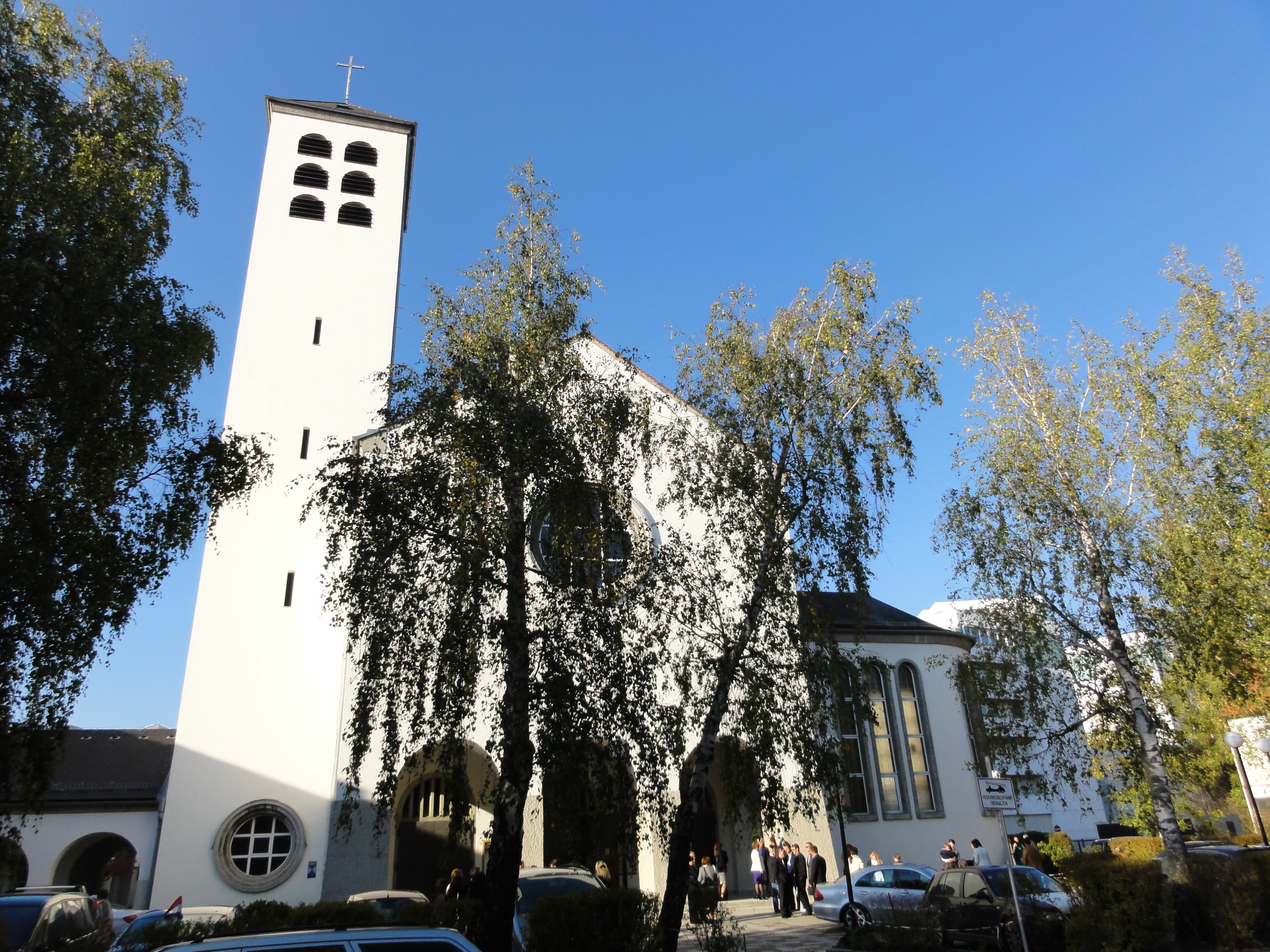
Pfarrkirche Wels-Hl. Familie

- 1952–1957: Pfarrkirche Wels-Heilige Familie
- Zentrale des Tiger-Farbwerks, Wels Kienzlstraße
- Cordatus-Haus, Wels Bahnhofstraße
- einige Schulen und Amtshäuser in Oberösterreich